# Malinová (Rakovník)
Malinová é uma comuna checa localizada na região da Boêmia Central, distrito de Rakovník.